# Givens-forgatás
A lineáris algebrában egy Givens-forgatás (Wallace Givens után) adott két koordináta által kifeszített síkban végzett forgatás. Néha Jacobi-forgatásnak is nevezik (Carl Gustav Jacobi).
A numerikus algebrában például QR-felbontás előállítására és sajátértékek meghatározására használják. Ezeket az alkalmazásokat az 1950-es években vezették be, amikor Givens az  Oak Ridge National Laboratory munkatársa volt. Ezeket a forgatásokat a régebbi Jacobi-eljárásban (1846) is használták, de gyakorlati alkalmazásuk a számítógépekkel terjedt el.

## Leírás
A transzformáció alakja egy ortogonális mátrix:
{\displaystyle G(i,k,\theta )={\begin{bmatrix}1&\cdots &0&\cdots &0&\cdots &0\\\vdots &\ddots &\vdots &&\vdots &&\vdots \\0&\cdots &c&\cdots &-s&\cdots &0\\\vdots &&\vdots &\ddots &\vdots &&\vdots \\0&\cdots &s&\cdots &c&\cdots &0\\\vdots &&\vdots &&\vdots &\ddots &\vdots \\0&\cdots &0&\cdots &0&\cdots &1\end{bmatrix}}}
ahol {\displaystyle c=\cos(\theta )}, {\displaystyle s=\sin(\theta )} az {\displaystyle i}-edik és a {\displaystyle k}-adik sorban és oszlopban helyezkedik el. Formálisan,
{\displaystyle G(i,k,\theta )_{j,l}={\begin{cases}\cos \theta &{\mbox{ ha }}j=i,l=i{\mbox{ vagy }}j=k,l=k\\\sin \theta &{\mbox{ ha }}j=i,l=k\\-\sin \theta &{\mbox{ ha }}j=k,l=i\\1&{\mbox{ ha }}j=l,j\neq i,j\neq k\\0&{\mbox{ különben. }}\end{cases}}}
A {\displaystyle G^{T}(i,k,\theta )x} mátrix-vektor szorzat az {\displaystyle x} vektor {\displaystyle \theta } szögű forgatását ábrázolja az {\displaystyle (i,k)} síkban, ezt Givens-forgatásnak nevezik.
A Givens-forgatás fő alkalmazási területe a numerikus lineáris algebrában vektorok és mátrixok koordinátáinak kinullázása. Ez felhasználható mátrixok QR-felbontásának elkészítéséhez és Jacobi-eljárással sajátértékek megtalálásához.

## QR-felbontás Givens-forgatásokkal
- Az eljárás stabil. Pivot kiválasztásra nincs szükség.
- Rugalmasan figyelembe veszi a strukturált mátrixok nulla koordinátáit. Ez különösen a ritka mátrixok esetén fontos a feltöltődés elkerülésére.
- A főátló alatti elemeket sorra kinullázza azzal, hogy a mátrixot balról szorozza Givens-mátrixokkal. A sorrend oszloponként felülről lefelé halad.
- A szükséges mátrixszorzások száma {\displaystyle {\mathcal {O}}(m\,n)}. Mivel szorzásonként legfeljebb 2n érték változik, azért egy telt m×n-es mátrix felbontásának teljes költsége {\displaystyle {\mathcal {O}}(m\,n^{2})}. A mátrixban már eleve meglevő nullák esetén nem kell transzformációt végezni, így ritka mátrixok esetén az algoritmus gyorsabb.
- Ha egy {\displaystyle (i,j)} pozíció koordinátát akarunk kinullázni, akkor {\displaystyle c=a_{jj}/\rho }, {\displaystyle s=a_{ij}/\rho }, ahol {\displaystyle \rho =\operatorname {sgn}(a_{jj}){\sqrt {a_{jj}^{2}+a_{ij}^{2}}}}.

### Példa
Legyen
{\displaystyle G_{2,4}\cdot G_{1,4}\cdot {\begin{bmatrix}3&5\\0&2\\0&0\\4&5\end{bmatrix}}=G_{2,4}\cdot {\begin{bmatrix}5&7\\0&2\\0&0\\0&-1\end{bmatrix}}={\begin{bmatrix}5&7\\0&{\sqrt {5}}\\0&0\\0&0\end{bmatrix}}}
ahol
{\displaystyle G_{1,4}={\begin{bmatrix}{\frac {3}{5}}&0&0&{\frac {4}{5}}\\0&1&0&0\\0&0&1&0\\{\frac {-4}{5}}&0&0&{\frac {3}{5}}\end{bmatrix}}}, {\displaystyle G_{2,4}={\begin{bmatrix}1&0&0&0\\0&{\frac {2}{\sqrt {5}}}&0&-{\frac {1}{\sqrt {5}}}\\0&0&1&0\\0&{\frac {1}{\sqrt {5}}}&0&{\frac {2}{\sqrt {5}}}\\\end{bmatrix}}}
Végül megkapjuk a QR-felbontást:
{\displaystyle Q=(G_{2,4}\cdot G_{1,4})^{T}=(G_{1,4}^{T}\cdot G_{2,4}^{T})={\begin{bmatrix}{\frac {3}{5}}&{\frac {4}{5{\sqrt {5}}}}&0&-{\frac {8}{5{\sqrt {5}}}}\\0&{\frac {2}{\sqrt {5}}}&0&{\frac {1}{\sqrt {5}}}\\0&0&1&0\\{\frac {4}{5}}&-{\frac {3}{5{\sqrt {5}}}}&0&{\frac {6}{5{\sqrt {5}}}}\end{bmatrix}},\quad R={\begin{bmatrix}5&7\\0&{\sqrt {5}}\\0&0\\0&0\end{bmatrix}},\quad Q\cdot R={\begin{bmatrix}3&5\\0&2\\0&0\\4&5\end{bmatrix}}}

### Algoritmus
Egy {\displaystyle A=\left(a_{i,j}\right)_{i,j}\in \mathbb {R} ^{m\times n},m\geq n} mátrix QR-felbontása:
Forgassuk meg az {\displaystyle A} mátrix {\displaystyle a_{-,1}} első oszlopát:
{\displaystyle G_{1,m}A={\begin{bmatrix}*&\cdots &\cdots &*\\\vdots &\ddots &\ddots &\vdots \\*&\cdots &\cdots &*\\0&*&\cdots &*\end{bmatrix}}}
ahol {\displaystyle G_{1,m}}-hoz {\displaystyle c,s,\rho } választása:
{\displaystyle \rho =\operatorname {sgn}(a_{1,1}){\sqrt {a_{1,1}^{2}+a_{m,1}^{2}}},\;c={\frac {a_{1,1}}{\rho }},\;s={\frac {a_{m,1}}{\rho }}.}
Hasonlóan járunk el a következő elemmel, és {\displaystyle G_{1,i},i=2,\ldots ,m}-re eltároljuk a {\displaystyle G_{1}} mátrixban:
{\displaystyle {\begin{aligned}G_{1}A=&{\begin{bmatrix}*&\cdots &\cdots &*\\0&*&\ddots &\vdots \\\vdots &\vdots &\ddots &\vdots \\0&*&\cdots &*\end{bmatrix}}\\{\text{ahol}}\quad G_{1}:=&G_{1,2}\cdot \ldots \cdot G_{1,m}.\end{aligned}}}
Figyelembe kell vennünk, hogy az újabb átalakítás nem az eredeti, hanem az addig átalakított mátrixra vonatkozik: {\displaystyle G_{1,i+1}\cdot \ldots \cdot G_{1,m}A}.
Hasonlóan kell feldolgozni a következő oszlopot, és így kapjuk a {\displaystyle G_{i},i=2,\ldots ,n}  mátrixokat, így a {\displaystyle G_{i-1}\cdot \ldots \cdot G_{1}A} mátrix {\displaystyle i}-edik oszlopa nulla értékeket tartalmaz az {\displaystyle i}-edik érték alatt.

## Speciális eset
Háromdimenziós térben háromféle Givens-mátrix létezik:
{\displaystyle R_{X}(\theta )={\begin{pmatrix}1&0&0\\0&\cos \theta &-\sin \theta \\0&\sin \theta &\cos \theta \end{pmatrix}}}
{\displaystyle R_{Y}(\theta )={\begin{pmatrix}\cos \theta &0&-\sin \theta \\0&1&0\\\sin \theta &0&\cos \theta \end{pmatrix}}}
{\displaystyle R_{Z}(\theta )={\begin{pmatrix}\cos \theta &-\sin \theta &0\\\sin \theta &\cos \theta &0\\0&0&1\end{pmatrix}}}
Ezekkel a mátrixokkal a Davenport's chained rotation theorem (Davenport láncolt forgatási tétele) szerint minden forgatómátrix előállítható három dimenzióban. Ez azt jelenti, hogy a vektortér standard bázisa a tér bármely ortogonális bázisába beforgatható.
Ez a mátrix nem a {\displaystyle \theta } szöghöz, hanem a -{\displaystyle \theta } szöghöz tartozó Givens-mátrix, amit a komputergrafikában használnak a jobbkézszabály miatt:
{\displaystyle R_{Y}(\theta )={\begin{bmatrix}\cos \theta &0&\sin \theta \\0&1&0\\-\sin \theta &0&\cos \theta \end{bmatrix}}}

## Fordítás
Ez a szócikk részben vagy egészben  a   Givens-Rotation című német Wikipédia-szócikk fordításán alapul.  Az eredeti cikk szerkesztőit annak laptörténete sorolja fel. Ez a jelzés csupán a megfogalmazás eredetét és a szerzői jogokat jelzi, nem szolgál a cikkben szereplő információk forrásmegjelöléseként.